# 北亨德森 (伊利諾伊州)
北亨德森（英語：North Henderson）是位於美國伊利諾伊州默瑟縣的一個村落。

## 地理
北亨德森的座標為41°05′23″N 90°08′31″W / 41.08972°N 90.14194°W，而該地最高點為海拔高度236米（即774英尺）。

## 人口
根據2010年美國人口普查的數據，北亨德森的面積為0.59平方千米，當中陸地面積為0.59平方千米，而水域面積為0.00平方千米。當地共有人口187人，而人口密度為每平方千米316人。